# Toddlers & Tiaras

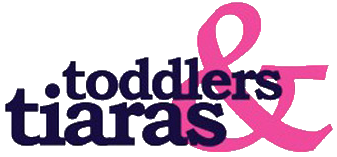
w:Toddlers & Tiaras logotype

Toddlers & Tiaras, en Latinoamérica Princesitas, fue un reality show estadounidense que se emitió desde el 27 de enero de 2009, hasta el 16 de octubre de 2013 en donde tres o cuatro niñas participan en algún concurso de belleza, también pueden participar niños. Durante el capítulo se muestra la preparación previa de la familia y el participante, el traslado al lugar de la competencia y el día del concurso.
Los tipos de concursos en los que las niñas participan son: Natural, Semi-Glitz.
La mayor ganadora de títulos y trofeos se llama Eden Wood que ha ganado 300 títulos en total y ha participado en más concursos de belleza que cualquier otra niña.

## Transmisión
- Estados Unidos: TLC
- Latinoamérica: Discovery Home & Health

## Temporadas
| Temporada | Temporada | Episodios | Primera emisión         | Última emisión           |
| --------- | --------- | --------- | ----------------------- | ------------------------ |
|           | 1         | 9         | 27 de enero de 2009     | 14 de abril de 2009      |
|           | 2         | 18        | 22 de julio de 2009     | 17 de febrero de 2010    |
|           | 3         | 18        | 2 de junio de 2010      | 23 de febrero de 2011    |
|           | 4         | 14        | 15 de junio de 2011     | 21 de septiembre de 2011 |
|           | 5         | 31        | 12 de diciembre de 2012 | 6 de febrero de 2013     |
|           | 6         | 13        | 5 de enero de 2013      | 16 de octubre de 2013    |

## Críticas
El programa ha sido blanco de diversas críticas negativas, debido a la vestimenta, la utilización de pelucas y pestañas postizas, el bronceado falso de spray, etc.